# Пхуанский язык
Пхуанский язык (пхуан; Lao Phuan, Phu Un) — один из небольших тайских языков, распространённый в Лаосе (провинции Борикхамсай, Сиангкхуанг, Хуапхан) и Таиланде (города Лопбури, Лёй, Наком-Найок, Петчабун, Пхичит, Пхрачинбури, Сарабури, Супханбури, Утхайтхани, провинции Сингбури, Удон-Тхани) среди народности пхуан. Общее число носителей — свыше 300 тысяч. чел., из них около 200 тыс. в Таиланде, остальные — в Лаосе. Язык активно используется как в Лаосе, так и в Таиланде.
Исторически был распространён в княжестве Пхуан в центральном Лаосе (современная провинция Сиангкхуанг). После захвата княжества королевством Сиам сиамцы тремя кампаниями (1777—79, 1834—36 и 1875/76) переселили значительную часть пхуанцев на собственно сиамские земли и теперь они разбросаны по всему центральному Таиланду.
Структурно близок как другим восточно-тайским языкам (чёрно-тайскому), так и языкам других подгрупп (юанскому, лаосскому).